# هورنی سوخا
هورنی سوخا (به چکی: Horní Suchá) یک منطقهٔ مسکونی در جمهوری چک است که در ناحیه کاروینا واقع شده‌است. هورنی سوخا ۹٫۷۹ کیلومتر مربع مساحت و ۴٬۵۳۳ نفر جمعیت دارد و ۲۸۰ متر بالاتر از سطح دریا واقع شده‌است.